# Seinäjoen Jalkapallokerho
Seinäjoen Jalkapallokerho (lub SJK) (fiń. Seinäjoen Jalkapallokerho) – fiński klub piłkarski, mający siedzibę w Seinäjoki, w prowincji Finlandia Zachodnia w zachodniej części kraju.

## Historia
Chronologia nazw:
- 2007—...: Seinäjoen Jalkapallokerho

Klub został założony w październiku 2007 roku jako Seinäjoen Jalkapallokerho po fuzji miejscowych klubów TP-Seinäjoki i Sepsi-78. W sezonie 2008 zespół debiutował w drugiej lidze. W 2011 zdobył mistrzostwo w grupie C i awansował do pierwszej ligi. Po zakończeniu sezonu 2012 był drugim w końcowej tabeli. W sezonie 2013 uplasował się na 1. miejscu i po raz pierwszy zdobył awans do najwyższej ligi Mistrzostw Finlandii.
W 2014 klub wygrał Puchar Ligi Fińskiej, pokonując w finale Vaasan Palloseura 1:0, a także został wicemistrzem kraju, dzięki czemu zagrał w Lidze Europy w sezonie 2015/2016. W pierwszej rundzie eliminacji do fazy grupowej europejskich rozgrywek rywalem fińskiego klubu było islandzkie Hafnarfjarðar, jednakże odpadł po porażce 0:1 u siebie i 0:1 na wyjeździe, czyli 0:2 w dwumeczu. W 2015 roku klub wywalczył mistrzostwo Finlandii, dzięki czemu zakwalifikował się do eliminacji Ligi Mistrzów w sezonie 2016/2017. Rywalem fińskiego zespołu w drugiej rundzie eliminacji będzie białoruskie BATE Borysów.

## Sukcesy

### Trofea krajowe
| \| \| Zdobyte trofea w rozgrywkach Finlandii (stan na: 14-11-2022) \| |                                                              |      |            |
| Rozgrywki                                                             | Osiągnięcie                                                  | Razy | Sezon(y)   |
| Mistrzostwo                                                           | I miejsce                                                    | 1    | 2015       |
| Mistrzostwo                                                           | II miejsce                                                   | 1    | 2014       |
| Mistrzostwo                                                           | III miejsce                                                  | 2    | 2016, 2021 |
| Puchar                                                                | zdobywca                                                     | 1    | 2016       |
| Puchar                                                                | finalista                                                    | 1    | 2017       |
| Puchar Ligi                                                           | zdobywca                                                     | 1    | 2014       |
| Puchar Ligi                                                           | finalista                                                    |      |            |
| II liga                                                               | I miejsce                                                    | 1    | 2013       |
| II liga                                                               | II miejsce                                                   | 1    | 2012       |
| II liga                                                               | III miejsce                                                  | 0    |            |
| Finlandia                                                             | Zdobyte trofea w rozgrywkach Finlandii (stan na: 14-11-2022) |      |            |

- mistrz II ligi: 2011

## Stadion
Klub rozgrywa swoje mecze domowe na OmaSP Stadion w mieście Seinäjoki, który może pomieścić 5817 widzów.

## Europejskie puchary
Legenda do wszystkich tabel:
- Q – runda eliminacyjna, 1/16, 1/8, 1/4, 1/2 – odpowiednia faza rozgrywek, Grupa – runda grupowa, 1r gr – pierwsza runda grupowa, 2r gr – druga runda grupowa, F – finał, R – runda, PO – play-off
- k. – rzuty karne, los. – losowanie, Dogr. – dogrywka, w. – zasada bramek strzelonych na wyjeździe

| Sezon   | Rozgrywki               | Runda | Przeciwnik    | Dom | Wyjazd | Ogólnie    |
| ------- | ----------------------- | ----- | ------------- | --- | ------ | ---------- |
| 2015/16 | Liga Europy             | 1Q    | Hafnarfjarðar | 0–1 | 0–1    | 0–2        |
| 2016/17 | Liga Mistrzów           | 2Q    | BATE Borysów  | 2–2 | 0–2    | 2–4        |
| 2017/18 | Liga Europy             | 1Q    | Reykjavíkur   | 0–2 | 0–0    | 0–2        |
| 2022/23 | Liga Konferencji Europy | 1Q    | Flora         | 4–2 | 0–1    | 4–3, Dogr. |
| 2022/23 | Liga Konferencji Europy | 2Q    | Lillestrøm    | 0–1 | 2–5    | 2–6        |
| 2025/26 | Liga Konferencji        | 1Q    | KÍ Klaksvík   | 1–2 | 0–2    | 1–4        |